# Cliff Valcin
Cliff Magnam Valcin (20 marzo 1986) è un calciatore santaluciano, attaccante del Central Castries.

## Carriera

### Nazionale
Ha collezionato 23 presenze in Nazionale.